# Andreï Kouzmenko
Andreï Aleksandrovitch Kouzmenko - en russe : Андрей Александрович Кузменко et en anglais : Andrei Kuzmenko - (né le 4 février 1996 à Iakoutsk en République de Sakha) est un joueur professionnel russe de hockey sur glace. Il évolue au poste d'attaquant.

## Biographie

### Carrière en club
Formé au Belye Medvedi Moscou, il poursuit son apprentissage dans les équipes de jeunes du HK CSKA Moscou puis du Iougra Khanty-Mansiïsk. Il commence sa carrière junior en 2012-2013 avec la Krasnaïa Armia dans la MHL. L'équipe remporte la Coupe Kharlamov 2017 et Kouzmenko est nommé meilleur joueur des séries éliminatoires. Le 16 septembre 2014, il joue son premier match dans la KHL avec le CSKA face à l'Atlant Mytichtchi. Il est échangé au SKA Saint-Pétersbourg le 8 août 2018.
Le 13 juillet 2022, il signe un contrat d'un an avec les Canucks de Vancouver. Il joue son premier match dans la Ligue nationale de hockey avec les Canucks le 12 octobre 2022 et marque son premier but face aux Oilers d'Edmonton.
Le 26 janvier 2023, il s'entend avec les Canucks sur une prolongation de contrat de deux ans, d'une valeur annuelle moyenne de 5,5 millions de $.
Le 31 janvier 2024, il est échangé aux Flames de Calgary avec les défenseurs Hunter Brzustewicz, Joni Jurmo, un choix de premier tour et un choix conditionnel de quatrième tour du repêchage 2024 de la LNH en retour d'Elias Lindholm.
Le 31 janvier 2025, il est envoyé avec Jakob Pelletier ainsi qu'un choix de 2e tour en 2025 et un choix de 7e tour en 2028 aux Flyers de Philadelphie en retour de Joel Farabee et Morgan Frost.
Le 7 mars 2025, il est échangé avec un choix de septième tour au repêchage d'entrée dans la LNH 2025 aux Kings de Los Angeles en retour d'un choix de troisième tour au repêchage d'entrée dans la LNH 2027.

### Carrière internationale
Il représente la Russie au niveau international. Il prend part aux sélections jeunes.

## Statistiques

### En club
| Saison     | Équipe                 | Ligue      |                   | Saison régulière  | Saison régulière  | Saison régulière  | Saison régulière  | Saison régulière |    | Séries éliminatoires | Séries éliminatoires | Séries éliminatoires | Séries éliminatoires | Séries éliminatoires |
| Saison     | Équipe                 | Ligue      | PJ                | B                 | A                 | Pts               | Pun               | PJ               | B  | A                    | Pts                  | Pun                  |                      |                      |
| 2012-2013  | Krasnaïa Armia         | MHL        | 49                | 5                 | 7                 | 12                | 8                 | -                | -  | -                    | -                    | -                    |                      |                      |
| 2013-2014  | Krasnaïa Armia         | MHL        | 36                | 13                | 18                | 31                | 2                 | 18               | 3  | 3                    | 6                    | 0                    |                      |                      |
| 2014-2015  | Krasnaïa Armia         | MHL        | 37                | 20                | 21                | 41                | 20                | 13               | 4  | 10                   | 14                   | 0                    |                      |                      |
| 2014-2015  | HK CSKA Moscou         | KHL        | 12                | 1                 | 2                 | 3                 | 0                 | 1                | 0  | 0                    | 0                    | 0                    |                      |                      |
| 2015-2016  | HK CSKA Moscou         | KHL        | 15                | 1                 | 2                 | 3                 | 0                 | -                | -  | -                    | -                    | -                    |                      |                      |
| 2015-2016  | Zvezda Tchekhov        | VHL        | 17                | 2                 | 4                 | 6                 | 2                 | -                | -  | -                    | -                    | -                    |                      |                      |
| 2015-2016  | Krasnaïa Armia         | MHL        | 5                 | 1                 | 3                 | 4                 | 0                 | 7                | 8  | 1                    | 9                    | 2                    |                      |                      |
| 2016-2017  | HK CSKA Moscou         | KHL        | 34                | 6                 | 9                 | 15                | 6                 | 1                | 0  | 0                    | 0                    | 2                    |                      |                      |
| 2016-2017  | Zvezda Tchekhov        | VHL        | 23                | 11                | 17                | 28                | 4                 | 5                | 1  | 3                    | 4                    | 0                    |                      |                      |
| 2016-2017  | Krasnaïa Armia         | MHL        | 3                 | 3                 | 0                 | 3                 | 0                 | 13               | 11 | 13                   | 24                   | 6                    |                      |                      |
| 2018-2019  | SKA Saint-Pétersbourg  | KHL        | 58                | 12                | 19                | 31                | 20                | 9                | 0  | 0                    | 0                    | 4                    |                      |                      |
| 2019-2020  | SKA Saint-Pétersbourg  | KHL        | 49                | 14                | 19                | 33                | 6                 | 4                | 3  | 1                    | 4                    | 0                    |                      |                      |
| 2020-2021  | SKA Saint-Pétersbourg  | KHL        | 57                | 18                | 19                | 37                | 14                | 15               | 4  | 2                    | 6                    | 4                    |                      |                      |
| 2021-2022  | SKA Saint-Pétersbourg  | KHL        | 45                | 20                | 33                | 53                | 10                | 16               | 7  | 7                    | 14                   | 12                   |                      |                      |
| 2022-2023  | Canucks de Vancouver   | LNH        | 81                | 39                | 35                | 74                | 8                 | -                | -  | -                    | -                    | -                    |                      |                      |
| 2023-2024  | Canucks de Vancouver   | LNH        | 43                | 8                 | 13                | 21                | 6                 | -                | -  | -                    | -                    | -                    |                      |                      |
| 2023-2024  | Flames de Calgary      | LNH        | 29                | 14                | 11                | 25                | 6                 | -                | -  | -                    | -                    | -                    |                      |                      |
| 2024-2025  | Flames de Calgary      | LNH        | 37                | 4                 | 11                | 15                | 12                | -                | -  | -                    | -                    | -                    |                      |                      |
| 2024-2025  | Flyers de Philadelphie | LNH        | 7                 | 2                 | 3                 | 5                 | 0                 | -                | -  | -                    | -                    | -                    |                      |                      |
| 2024-2025  | Kings de Los Angeles   | LNH        | Saison en cours ? | Saison en cours ? | Saison en cours ? | Saison en cours ? | Saison en cours ? |                  |    |                      |                      |                      |                      |                      |
| Totaux LNH | Totaux LNH             | Totaux LNH | 197               | 67                | 73                | 140               | 31                | -                | -  | -                    | -                    | -                    |                      |                      |

### En équipe nationale
| Année | Équipe                       | Compétition                 |   | PJ | B | A | Pts | Pun | +/-               |  | Résultat |
| 2016  | Russie                       | Championnat du monde junior | 7 | 0  | 0 | 0 | 2   | -1  | Médaille d'argent |  |          |
| 2021  | ROC (Comité olympique russe) | Championnat du monde        | 2 | 1  | 1 | 2 | 0   | 0   | Cinquième place   |  |          |